# Eine Handvoll Helden
Eine Handvoll Helden ist die am 17. November 1967 erstaufgeführte Reproduktion des Kriegsfilm-Klassikers Die letzte Kompagnie aus dem Jahr 1930.

## Handlung
Die Handlung gleicht im Wesentlichen der der Erstverfilmung. Gleichsam erinnert der Handlungsverlauf stark an die Geschichte um die Verteidigung und den Fall der ehemaligen Missionsstation Alamo im mexikanischen Texas des Jahres 1836. 
Nach der vernichtenden Niederlage von Jena gegen die Franzosen im Jahr 1806 erhält der preußische Hauptmann von Bruck den Befehl, mit den wenigen überlebenden Soldaten seiner Jägerkompanie als Nachhut die Reinersdorfer Mühle zu besetzen, die am einzigen Weg durch die sumpfigen Saaleniederungen liegt. Bruck soll die Mühle solange verteidigen, bis sich die letzten Einheiten über die Saale in Richtung Gera gerettet haben. Da dieser Auftrag mit so wenigen und zum Teil verwundeten Soldaten nicht durchführbar ist, verlangt Hauptmann von Bruck Verstärkungen. Bruck erhält dafür das Ehrenwort des den Befehl übermittelnden Stabsoffiziers.
Bruck sammelt weitere versprengte Soldaten ein: zwei Husaren, zwei Dragoner und der wegen Plünderung gefangene und in Handschellen gekettete Kanonier Kurtz. Dem Trupp schließt sich die junge Angelika an, die auf dem verlassenen Schlachtfeld ihren gefallenen Verlobten gesucht hat. Der Hauptmann lässt abrücken. Bei der Mühle angekommen, erklärt er diese zum Kampfgebiet, bittet die Müllersleute und Angelika, sich und ihr Hab und Gut vor dem Gefecht in Sicherheit zu bringen, und befiehlt den Soldaten, den Hof als Schanze auszubauen.
Kanonier Kurtz und die beiden Dragoner setzen sich heimlich ab und begeben sich auf eigene Faust zurück zum Schlachtfeld, wo inzwischen französische Beutekommandos eingetroffen sind. Sie bergen eine verlassene Kanone und bringen diese zur Verstärkung an die Mühle zurück. Bei der Bergung der Kanone stirbt einer der Dragoner. Hauptmann von Bruck nimmt dem Kanonier Kurtz daraufhin seine Fesseln ab und verspricht ihm, sich wegen dessen Tapferkeit für seine Entlastung einzusetzen.
Der Stabsoffizier führt inzwischen eine kleine Reservetruppe herbei, fällt jedoch mit seinen Soldaten bei einem Überfall durch französische Kavallerie. Das beobachtet Angelika, die mit den Müllersleuten bereits den Hof verlassen hat. Sie eilt daraufhin zurück zur Mühle und bittet Hauptmann von Bruck, weiteres Blutvergießen zu vermeiden und angesichts der aussichtslosen Lage aufzugeben. Französische Kavalleristen, die den Weg durch das Moor erkunden, haben den Mühlenhof und die sich dort verschanzenden Soldaten inzwischen entdeckt. Hauptmann von Bruck stellt den Soldaten nunmehr frei, die Schanze zu verlassen, wenn sie lieber ihr Leben retten möchten. Die Jäger Papke, ein Schneidergeselle, und Hinnerk, ein Bauernsohn, geben daraufhin auf und verlassen die Truppe. Nur Kurtz, ein Dragoner, zwei Husaren und drei Jäger – Oberjäger Rückert, der als Förster Erfahrung im Kampf gegen Wilddiebe hat, Jäger Borgmann, ein listiger Student, und Fahnenjunker Olberg – bleiben in der Stellung.
Hinnerk und Papke werden auf der Flucht von französischen Soldaten entdeckt und erschossen.
Der französische Befehlshaber hat von seinen Kavalleristen inzwischen von der Mühle und der dahinterliegenden Saalebrücke erfahren. Er befiehlt daraufhin seinem Regiment, den Stützpunkt zu nehmen, auf die dahinterliegende Saalebrücke vorzustoßen und der fliehenden preußischen Armee den Rückzugsweg abzuschneiden. Die Franzosen rücken zunächst mit Infanteristen, dann mit Geschützen und schließlich mit Grenadieren an.
Während in der Ferne die geschlagene Armee über die letzte Saalebrücke zieht, wehren die preußischen Soldaten unter dramatischen Umständen Angriff um Angriff ab, unterliegen aber schließlich doch der Übermacht der Franzosen.
Als diese den Hof schließlich eingenommen haben, finden sie als einzige Überlebende Angelika. Hauptmann von Bruck und seine Soldaten sind gefallen, haben aber durch die Verteidigung der Mühle die Franzosen so lange aufgehalten, dass die preußischen Truppen sich über die Saale retten konnten.

## Kritik
- „Dramatische Episode in historischen deutschen Uniformen aus der Zeit der napoleonischen Kriege.“[1]

- „Der Krieg als eher fröhliches Abenteuer.“ (film-dienst)[2]

- „Fritz Umgelters Europroduktion ‚Eine Handvoll Helden‘ war 1967 eine Ausnahme vom Klischee: Frank spielte überzeugend […] einen preußischen Hauptmann im Kampf gegen Napoleon, der Heroismus und Sensibilität auf einen Nenner bringt.“[3]

- Der Evangelische Film-Beobachter hält nicht viel von dem Streifen. Er bemängelt, dass sich der Regisseur nicht für einen einheitlichen Stil entscheiden konnte. So sei nur ein Kostümfilm mit einigen Anklängen an das Abenteuergenre zustande gekommen.[4]

## Bemerkungen
Der Film wurde zu großen Teilen in Ungarn gedreht.
Ein späterer Verleihtitel lautete Die letzte Kompanie.